# Переможці Відкритого чемпіонату Австралії з тенісу в парному розряді
Список переможців та фіналістів Відкритого чемпіонату Австралії з тенісу в чоловічому парному розряді.

## Фінали

### Australasian Championships
| Рік  | Champions                           | Поразка                             | Рахунок<                            |
| ---- | ----------------------------------- | ----------------------------------- | ----------------------------------- |
| 1905 | Рендолф Лайсетт Том Тейчелл         | Edgar T. Barnard Basil Spence       | 11–9, 8–6, 1–6, 4–6, 6–1            |
| 1906 | Родні Гіт Ентоні Вілдінґ            | Гаррі Паркер Cecil Cleve Cox        | 6–2, 6–4, 6–2                       |
| 1907 | Вільям Ґреґґ Гаррі Паркер           | Горас Райс Джордж Райт              | 6–2, 3–6, 6–2, 6–2                  |
| 1908 | Фред Александер Алфред Данлоп       | Granville G. Sharp Ентоні Вілдінґ   | 6–3, 6–2, 6–1                       |
| 1909 | Дж. П. Кін Ерні Паркер              | Том Крукс Ентоні Вілдінґ            | 1–6, 6–1, 6–1, 9–7                  |
| 1910 | Ешлі Кембелл Горас Райс             | Родні Гіт Дж. Л. Одія               | 6–3, 6–3, 6–2                       |
| 1911 | Родні Гіт Рендолф Лайсетт           | Джон Еддісон Норман Брукс           | 6–2, 7–5, 6–0                       |
| 1912 | Джеймс Сесіл Парк Чарлз П. Діксон   | Алфред Біміш Ґордон Лоу             | 6–4, 6–4, 6–2                       |
| 1913 | Алф Гедеман Ерні Паркер             | Гаррі Паркер Рой Тейлор             | 8–6, 4–6, 6–4, 6–4                  |
| 1914 | Ashley Campbell Джералд Паттерсон   | Родні Гіт Артур О'Гара Вуд          | 7–5, 3–6, 6–3, 6–3                  |
| 1915 | Горас Райс Кларенс Тодд             | Ґордон Лоу Берт Ст. Джон            | 8–6, 6–4, 7–9, 6–3                  |
| 1916 | Не відбувався (Перша світова війна) | Не відбувався (Перша світова війна) | Не відбувався (Перша світова війна) |
| 1917 | Не відбувався (Перша світова війна) | Не відбувався (Перша світова війна) | Не відбувався (Перша світова війна) |
| 1918 | Не відбувався (Перша світова війна) | Не відбувався (Перша світова війна) | Не відбувався (Перша світова війна) |
| 1919 | Пет О'Гара Вуд Роналд Томас         | Джеймс Андерсон Артур Лоу           | 7–5, 6–1, 7–9, 3–6, 6–3             |
| 1920 | Пет О'Гара Вуд Роналд Томас         | Горас Райс Рой Тейлор               | 6–1, 6–0, 7–5                       |
| 1921 | Stanley H. Eaton Райс Геммелл       | N. Brearley Edward Stokes           | 7–5, 6–3, 6–3                       |
| 1922 | Джон Гоукс Джералд Паттерсон        | Джеймс Андерсон Норман Піч          | 8–10, 6–0, 6–0, 7–5                 |
| 1923 | Пет О'Гара Вуд Берт Ст. Джон        | Dudley Bullough Горас Райс          | 6–4, 6–3, 3–6, 6–0                  |
| 1924 | Джеймс Андерсон Норман Брукс        | Пет О'Гара Вуд Джералд Паттерсон    | 6–2, 6–4, 6–3                       |
| 1925 | Пет О'Гара Вуд Джералд Паттерсон    | Джеймс Андерсон Фредерік Калмс      | 6–4, 9–7, 7–5                       |
| 1926 | Джон Гоукс Джералд Паттерсон        | Джеймс Андерсон Пет О'Гара Вуд      | 6–1, 6–4, 6–2                       |

### Australian Championships
| Рік  | Champions                           | Поразка                             | Рахунок                             |
| ---- | ----------------------------------- | ----------------------------------- | ----------------------------------- |
| 1927 | Джон Гоукс Джералд Паттерсон        | Пет О'Гара Вуд Ієн Макіннес         | 8–6, 6–1, 6–2                       |
| 1928 | Жан Боротра Жак Брюньйон            | Джеймс Віллард Едґар Мун            | 6–2, 4–6, 6–4, 6–4                  |
| 1929 | Джек Кроуфорд Геррі Гопмен          | Джек Каммінґс Едґар Мун             | 6–1, 6–8, 4–6, 6–1, 6–3             |
| 1930 | Джек Кроуфорд Геррі Гопмен          | Джон Гоукс Тім Фічетт               | 8–6, 6–1, 2–6, 6–3                  |
| 1931 | Чарлз Доног'ю Рей Данлоп            | Джек Кроуфорд Геррі Гопмен          | 8–6, 6–2, 5–7, 7–9, 6–4             |
| 1932 | Джек Кроуфорд Едґар Мун             | Геррі Гопмен Джералд Паттерсон      | 4–6, 6–4, 12–10, 6–3                |
| 1933 | Кейт Ґледгілл Елсворт Вайнс         | Джек Кроуфорд Едґар Мун             | 6–4, 10–8, 6–2                      |
| 1934 | Пет Г'юз Фред Перрі                 | Адріан Квіст Дон Тернбулл           | 6–8, 6–3, 6–4, 3–6, 6–3             |
| 1935 | Джек Кроуфорд Вівіан Макграт        | Пет Г'юз Фред Перрі                 | 6–4, 8–6, 6–2                       |
| 1936 | Адріан Квіст Дон Тернбулл           | Джек Кроуфорд Вівіан Макграт        | 6–8, 6–2, 6–1, 3–6, 6–2             |
| 1937 | Адріан Квіст Дон Тернбулл           | Джон Бромвіч Джек Гарпер            | 6–2, 9–7, 1–6, 6–8, 6–4             |
| 1938 | Джон Бромвіч Адріан Квіст           | Готтфрід фон Крамм Геннер Генкель   | 7–5, 6–4, 6–0                       |
| 1939 | Джон Бромвіч Адріан Квіст           | Колін Лонг Дон Тернбулл             | 6–4, 7–5, 6–2                       |
| 1940 | Джон Бромвіч Адріан Квіст           | Джек Кроуфорд Вівіан Макграт        | 6–3, 7–5, 6–1                       |
| 1941 | Не відбувався (Друга світова війна) | Не відбувався (Друга світова війна) | Не відбувався (Друга світова війна) |
| 1942 | Не відбувався (Друга світова війна) | Не відбувався (Друга світова війна) | Не відбувався (Друга світова війна) |
| 1943 | Не відбувався (Друга світова війна) | Не відбувався (Друга світова війна) | Не відбувався (Друга світова війна) |
| 1944 | Не відбувався (Друга світова війна) | Не відбувався (Друга світова війна) | Не відбувався (Друга світова війна) |
| 1945 | Не відбувався (Друга світова війна) | Не відбувався (Друга світова війна) | Не відбувався (Друга світова війна) |
| 1946 | Джон Бромвіч Адріан Квіст           | Макс Ньюком Ленард Шварц            | 6–3, 6–1, 9–7                       |
| 1947 | Джон Бромвіч Адріан Квіст           | Френк Седжмен Джордж Вортінгтон     | 6–1, 6–3, 6–1                       |
| 1948 | Джон Бромвіч Адріан Квіст           | Френк Седжмен Колін Лонг            | 1–6, 6–8, 9–7, 6–3, 8–6             |
| 1949 | Джон Бромвіч Адріан Квіст           | Джефф Браун Білл Сідвелл            | 1–6, 7–5, 6–2, 6–3                  |
| 1950 | Джон Бромвіч Адріан Квіст           | Ярослав Дробний Ерік Стерджесс      | 6–3, 5–7, 4–6, 6–3, 8–6             |
| 1951 | Френк Седжмен Кен Мак-Грегор        | Джон Бромвіч Адріан Квіст           | 11–9, 2–6, 6–3, 4–6, 6–3            |
| 1952 | Френк Седжмен Кен Мак-Грегор        | Дон Кенді Мервін Роуз               | 6–4, 7–5, 6–3                       |
| 1953 | Лью Гоуд Кен Роузволл               | Дон Кенді Мервін Роуз               | 9–11, 6–4, 10–8, 6–4                |
| 1954 | Мервін Роуз Рекс Гартвіг            | Ніл Фрейзер Клайв Вайлдерспін       | 6–3, 6–4, 6–2                       |
| 1955 | Вік Сайксес Тоні Траберт            | Лью Гоуд Кен Роузволл               | 6–3, 6–2, 2–6, 3–6, 6–1             |
| 1956 | Лью Гоуд Кен Роузволл               | Дон Кенді Мервін Роуз               | 10–8, 13–11, 6–4                    |
| 1957 | Ніл Фрейзер Лью Гоуд                | Мал Андерсон Ешлі Купер             | 6–3, 8–6, 6–4                       |
| 1958 | Ешлі Купер Ніл Фрейзер              | Рой Емерсон Боб Марк                | 7–5, 6–8, 3–6, 6–3, 7–5             |
| 1959 | Род Лейвер Боб Марк                 | Дон Кенді Роберт Гау                | 9–7, 6–4, 6–2                       |
| 1960 | Род Лейвер Боб Марк                 | Рой Емерсон Ніл Фрейзер             | 1–6, 6–2, 6–4, 6–4                  |
| 1961 | Род Лейвер Боб Марк                 | Рой Емерсон Мартін Малліген         | 6–3, 7–5, 3–6, 9–11, 6–2            |
| 1962 | Рой Емерсон Ніл Фрейзер             | Боб Г'юїтт Фред Столл               | 4–6, 4–6, 6–1, 6–4, 11–9            |
| 1963 | Боб Г'юїтт Фред Столл               | Кен Флетчер Джон Ньюкомб            | 6–2, 3–6, 6–3, 3–6, 6–3             |
| 1964 | Боб Г'юїтт Фред Столл               | Рой Емерсон Кен Флетчер             | 6–4, 7–5, 3–6, 4–6, 14–12           |
| 1965 | Джон Ньюкомб Тоні Роч               | Рой Емерсон Фред Столл              | 3–6, 4–6, 13–11, 6–3, 6–4           |
| 1966 | Рой Емерсон Фред Столл              | Джон Ньюкомб Тоні Роч               | 7–9, 6–3, 6–8, 14–12, 12–10         |
| 1967 | Джон Ньюкомб Тоні Роч               | Білл Боурі Овен Девідсон            | 3–6, 6–3, 7–5, 6–8, 8–6             |
| 1968 | Дік Крілі Аллан Стоун               | Террі Еддісон Рей Келді             | 10–8, 6–4, 6–3                      |

### Australian Open
| Рік        | Champions                          | Поразка                            | Рахунок                            |
| ---------- | ---------------------------------- | ---------------------------------- | ---------------------------------- |
| 1969       | Род Лейвер Рой Емерсон             | Кен Роузволл Фред Столл            | 6–4, 6–4                           |
| 1970       | Боб Лутц Стен Сміт                 | Джон Александер Філ Дент           | 8–6, 6–3, 6–4                      |
| 1971       | Джон Ньюкомб Тоні Роч              | Том Оккер Марті Ріссен             | 6–2, 7–6                           |
| 1972       | Кен Роузволл Овен Девідсон         | Росс Кейс Джефф Мастерз            | 3–6, 7–6, 6–2                      |
| 1973       | Джон Ньюкомб Мал Андерсон          | Джон Александер Філ Дент           | 6–3, 6–4, 7–6                      |
| 1974       | Росс Кейс Джефф Мастерз            | Сід Болл Боб Гілтінен              | 6–7, 6–3, 6–4                      |
| 1975       | Джон Александер Філ Дент           | Боб Кармайкл Аллан Стоун           | 6–3, 7–6                           |
| 1976       | Джон Ньюкомб Тоні Роч              | Росс Кейс Джефф Мастерз            | 7–6, 6–4                           |
| 1977 (Січ) | Артур Еш Тоні Роч                  | Чарлі Пасарелл Ерік ван Діллен     | 6–4, 6–4                           |
| 1977 (Гру) | Рей Раффелз Аллан Стоун            | Джон Александер Філ Дент           | 7–6, 7–6                           |
| 1978       | Войцех Фібак Кім Ворвік            | Пол Кронк Кліфф Летчер             | 7–6, 7–5                           |
| 1979       | Пітер Макнамара Пол Макнамі        | Пол Кронк Кліфф Летчер             | 7–6, 6–2                           |
| 1980       | Марк Едмондсон Кім Ворвік          | Пітер Макнамара Пол Макнамі        | 7–5, 6–4                           |
| 1981       | Марк Едмондсон Кім Ворвік          | Генк Пфістер Джон Седрі            | 6–3, 6–7, 6–3                      |
| 1982       | Джон Александер Джон Фіцджеральд   | Енді Ендрюс Джон Седрі             | 6–4, 7–6                           |
| 1983       | Марк Едмондсон Пол Макнамі         | Стів Дентон Шервуд Стюарт          | 6–3, 7–6                           |
| 1984       | Марк Едмондсон Шервуд Стюарт       | Йоакім Нюстром Матс Віландер       | 6–2, 6–2, 7–5                      |
| 1985       | Пол Еннекон Хрісто ван Ренсбург    | Марк Едмондсон Кім Ворвік          | 3–6, 7–6, 6–4, 6–4                 |
| 1986       | Не відбувався (зміна дати турніру) | Не відбувався (зміна дати турніру) | Не відбувався (зміна дати турніру) |
| 1987       | Стефан Едберг Андерс Яррід         | Пітер Дуен Лорі Вордер             | 6–4, 6–4, 7–6                      |
| 1988       | Рік Ліч Джим П'ю                   | Джеремі Бейтс Петер Лундгрен       | 6–3, 6–2, 6–3                      |
| 1989       | Рік Ліч Джим П'ю                   | Даррен Кейгілл Марк Кратцманн      | 6–4, 6–4, 6–4                      |
| 1990       | Пітер Олдріч Дані Віссер           | Грант Коннелл Гленн Мічібата       | 6–4, 4–6, 6–1, 6–4                 |
| 1991       | Скотт Девіс Девід Пейт             | Патрік Макінрой Девід Вітон        | 6–7, 7–6, 6–3, 7–5                 |
| 1992       | Тодд Вудбрідж Марк Вудфорд         | Келлі Джонс Рік Ліч                | 6–4, 6–3, 6–4                      |
| 1993       | Дані Віссер Лорі Вордер            | Джон Фіцджеральд Андерс Яррід      | 6–4, 6–3, 6–4                      |
| 1994       | Якко Елтінг Паул Гаргейс           | Байрон Блек Джонатан Старк         | 6–7, 6–3, 6–4, 6–3                 |
| 1995       | Джаред Палмер Річі Ренеберг        | Марк Ноулз Деніел Нестор           | 6–3, 3–6, 6–3, 6–2                 |
| 1996       | Стефан Едберг Петр Корда           | Себастьян Ларо Алекс О'Браєн       | 7–5, 7–5, 4–6, 6–1                 |
| 1997       | Тодд Вудбрідж Марк Вудфорд         | Себастьян Ларо Алекс О'Браєн       | 4–6, 7–5, 7–5, 6–3                 |
| 1998       | Йонас Бйоркман Якко Елтінг         | Тодд Вудбрідж Марк Вудфорд         | 6–2, 5–7, 2–6, 6–4, 6–3            |
| 1999       | Йонас Бйоркман Патрік Рафтер       | Леандер Паес Магеш Бгупаті         | 6–3, 4–6, 6–4, 6–7(10–12), 6–4     |
| 2000       | Елліс Феррейра Рік Ліч             | Вейн Блек Ендрю Кратцманн          | 6–4, 3–6, 6–3, 3–6, 18–16          |
| 2001       | Йонас Бйоркман Тодд Вудбрідж       | Байрон Блек Давід Пріносіл         | 6–1, 5–7, 6–4, 6–4                 |
| 2002       | Марк Ноулз Деніел Нестор           | Фабріс Санторо Мікаель Льодра      | 7–6(7–4), 6–3                      |
| 2003       | Фабріс Санторо Мікаель Льодра      | Марк Ноулз Деніел Нестор           | 6–4, 3–6, 6–3                      |
| 2004       | Фабріс Санторо Мікаель Льодра      | Майк Браян Боб Браян               | 7–6(7–4), 6–3                      |
| 2005       | Вейн Блек Кевін Ульєтт             | Майк Браян Боб Браян               | 6–4, 6–4                           |
| 2006       | Майк Браян Боб Браян               | Мартін Дамм Леандер Паес           | 4–6, 6–3, 6–4                      |
| 2007       | Майк Браян Боб Браян               | Максим Мирний Йонас Бйоркман       | 7–5, 7–5                           |
| 2008       | Джонатан Ерліх Енді Рам            | Арно Клеман Мікаель Льодра         | 7–5, 7–6(7–4)                      |
| 2009       | Майк Браян Боб Браян               | Магеш Бгупаті Марк Ноулз           | 2–6, 7–5, 6–0                      |
| 2010       | Майк Браян Боб Браян               | Деніел Нестор Ненад Зімоньїч       | 6–3, 6–7(5–7), 6–3                 |
| 2011       | Майк Браян Боб Браян               | Магеш Бгупаті Леандер Паес         | 6–3, 6–4                           |
| 2012       | Леандер Паес Радек Штепанек        | Майк Браян Боб Браян               | 7–6(7–1), 6–2                      |
| 2013       | Майк Браян Боб Браян               | Робін Гаасе Ігор Сейслінґ          | 6–3, 6–4                           |
| 2014       | Лукаш Кубот Роберт Ліндстедт       | Ерік Буторак Равен Класен          | 6–3, 6–3                           |
| 2015       | Сімоне Болеллі Фабіо Фоніні        | П'єр-Юг Ербер Ніколя Маю           | 6–4, 6–4                           |
| 2016       | Джеймі Маррей Бруно Соарес         | Деніел Нестор Радек Штепанек       | 2–6, 6–4, 7–5                      |
| 2017       | Генрі Контінен Джон Пірс           | Боб Браян Майк Браян               | 7–5, 7–5                           |
| 2018       | Олівер Марах Мате Павич            | Хуан Себастьян Кабаль Роберт Фара  | 6–4, 6–4                           |
| 2019       | П'єр-Юг Ербер Ніколя Маю           | Генрі Контінен Джон Пірс           | 6–4, 7–6(7–1)                      |
| 2020       | Ражів Рам Джо Солсбері             | Макс Перселл Люк Савіль            | 6–4, 6–2                           |
| 2021       | Філіп Полашек Іван Додіг           | Ражів Рам Джо Солсбері             | 6–3, 6–4                           |
| 2022       | Нік Киріос Танасі Коккінакіс       | Меттью Ебден Макс Перселл          | 7–5, 6–4                           |
| 2023       | Рінкі Хіджіката Джейсон Кублер     | Юго Нис Ян Зелінський              | 6–4, 7–6(7–4)                      |
| 2024       | Роган Бопанна Меттью Ебден         | Сімоне Болеллі Андреа Вавассорі    | 7–6(7–0), 7–5                      |
| 2025       | Гаррі Геліоваара Генрі Петтен      | Сімоне Болеллі Андреа Вавассорі    | 6–7(16–18), 7–6(7–5), 6–3          |